# No Lie
«No Lie» (с англ. — «Никакой лжи») — сингл ямайского рэпера Шона Пола при участии британской певицы Дуа Липа из альбома EP «Mad Love the Prequel». Написан Полом, Эндрю Джексоном, Эмили Уоррен, Sermstyle и Филипом Кембо. Продюсированием занимались Sermstyle и Кембо. Был выпущен на Island Records 18 ноября 2016 года как заглавный сингл с EP. Позже был включен в издание дебютного альбома Липы Dua Lipa: Complete Edition. Получил в целом положительные отзывы музыкальных критиков, многие хвалили выступление Липы, а также праздничный настрой песни.
Достиг успеха в Европе, войдя в топ-10 в чартах 7-и стран континента, включая UK Singles Chart, став 12-м синглом Пола и первым синглом Липы вошедшим в топ-10 в чартах Великобритании. Сертифицирован золотым и более высокими статусами в восьми разных странах, включая Италию, где имеет четырехкратный платиновый сертификат, и Великобританию, где получил платиновый сертификат. В январе 2017 года было выпущено сопутствующее музыкальное видео, снятое Тимом Накаши. В нем Пол и Липа танцуют в нескольких зеркальных комнатах и залах. Пол и Липа продвигали сингл многочисленными живыми выступлениями, в том числе выступали на фестивале BBC Radio 1 «Big Weekend», а также на концертах Capital FM «Jingle Bell Ball» и «Summertime Ball».

## Предпосылки и композиция
Был написан Полом вместе с Эндрю Джексоном, Эмили Уоррен, продюсером Sermstyle и сопродюсером Филипом Кембо. Изначально Sermstyle создал ритм для Пола, который понравился Полу и он записал для него демо. После этого Пол отправился на поиски исполнителя, чтобы записать хук, который написала Уоррен. Услышав демо Липы, Пол сразу же влюбился в ее голос и решил включить ее вокал в песню. Звукорежиссированием руководил Пол Бейли, Джеймс Ройо отвечал за микширование, а Барри Гринт занимался мастерингом в Alchemy Mastering.
Написан в стиле R&B, дэнсхолл, регги. Состоит в гамме Соль-мажор, с темпом 102 bpm (удара в минуту). В постановке используются музыкальная клавиатура и доли, в то время как вступительные аккорды делают акцент на чувственности. Прежде чем Липа начинае петь припев, песня звучит несколько мрачно. Название «No Lie» происходит от Ямайской поговорки, которая произносится, когда вы хотите, чтобы вам поверили.

## Релиз и продвижение
Пол объявил о выпуске «No Lie» за два дня до релиза, а также поделился 15-секундным отрывком, содержащим его вокал и вокал Липы. Песня была выпущена для цифровой загрузки и потокового стриминга на Island Records 18 ноября 2016 года. 13 января 2017 года был выпущен на компакт-диске в Германии, с синглом Пола «Tek Weh Yuh Heart» совместно с Tory Lanez на стороне «Б». Трансляции на радио в Великобритании начались 23 декабря 2016 года, в Соединенных Штатах 17 января 2017 года, а в Италии 20 января 2017 года. Ремиксы Сэма Фелдта, Делириуса и Алекса К. были выпущены 27 января 2017 года. Является ведущим синглом и заключительным треком дебютного EP «Mad Love the Prequel», выпущенного 29 июня 2018 года. Позже был включен в качестве седьмого трека на второй диск издания одноименного дебютного студийного альбома Липы Dua Lipa, выпущенного 19 октября 2018 года. В 2017 году был использован в качестве саундтрека к фильму Спасатели Малибу, а в 2018 году к 11-й серии 3-го сезона сериала Реанимация. Музыкальное видео было снято Тимом Накаши и выпущено 10 января 2017 года. Видео было снято в студии Sunbeam в Западном Лондоне в третьей студии. В нем Пол и Липа танцуют в разных зеркальных комнатах и залах. Критики назвали видео стильным, гипнотическим и головокружительным. Сингл продвигался несколькими живыми выступлениями. Впервые был исполнен 3 декабря 2016 года на Jingle Bell Ball для Capital FM. 27 мая 2017 года Пол и Липа выступили с синглом на BBC Radio 1 «Big Weekend». На том же мероприятии Липа также исполнила сольную версию как попурри с ее треком «Dreams». Пол и Липа в последний раз исполнили сингл вместе в 2017 году на мини-фестивале Summertime Ball, проводимом британской радиостанцией Capital FM. Также в 2017 году был включен в фестивали Pinkpop и RNB Fridays Live. В 2019 году был включен в Glastonbury Festival.

## Критика
«No Lie» получил в целом положительные отзывы музыкальных критиков. Кэт Бейн из Billboard сказала, что «сингл можно воспроизводить несколько раз к ряду». В своем обзоре для журнала V Мариана Фернандес назвала песню «впечатляющим слиянием дэнсхолла, регги и поп-музыки», а также похвалила «заразительную комбинацию» вокала Пола и Липы. Робби Доу из Idolator назвал сингл «настоящим джемом» и «шагом в правильном направлении» для Пола. Также похвалил выбор Липы, в качестве приглашенного артиста, и заметил, что ее вокал отражает песню «Puttin' On the Ritz». Сотрудники канала MuchMusic сказали, что сингл является «безотлагательным дополнением к плей-листу на выходные». Дэнни Шварц считает, что сингл добьется коммерческого успеха на радио. Сотрудники Stylus Magazine дали оценку в 4,25 из 10 баллов, похвалив выступление Липы, но критиковали Пола за то, что он «застрял в прошлом».

## Позиции в чартах

### Еженедельные чарты
| Чарт                                         | Высшая позиция |
| -------------------------------------------- | -------------- |
| Австрия (Ö3 Austria Top 40)                  | 13             |
| Бельгия (Ultratop 50 Wallonia)               | 18             |
| Колумбия (National-Report)                   | 45             |
| Франция (SNEP)                               | 27             |
| Германия (GfK Entertainment Charts)          | 10             |
| Венгрия (Dance Top 40)                       | 10             |
| Венгрия (Rádiós Top 40)                      | 2              |
| Венгрия (Single Top 40)                      | 9              |
| Италия (FIMI)                                | 11             |
| Мексика (Billboard)                          | 27             |
| Голландия (Nederlandse Top 40)               | 10             |
| Голландия (Single Top 100)                   | 14             |
| Шотландия (The Official Charts Company)      | 9              |
| Сербия (Radiomonitor)                        | 5              |
| Словения (SloTop50)                          | 28             |
| Швейцария (Schweizer Hitparade)              | 32             |
| Великобритания (The Official Charts Company) | 10             |
| Венесуэла (National-Report)                  | 63             |